# Richard N. Zare

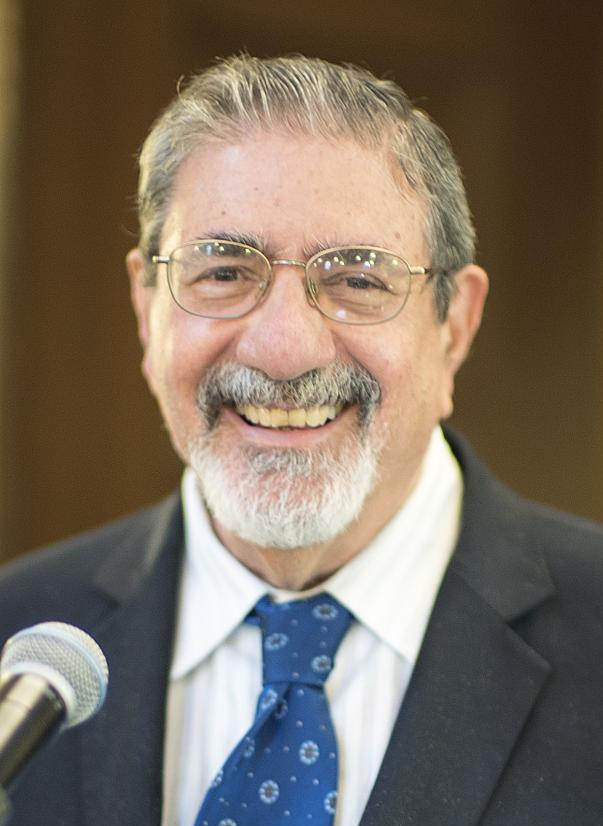
Richard N. Zare

Richard N. Zare (* 19. November 1939 in Cleveland, Ohio) ist ein US-amerikanischer Professor der Chemie an der Stanford University.

## Leben
Seinen B.A. in Chemie und Physik erwarb er 1961 an der Harvard University, wo er 1964 in physikalischer Chemie promoviert wurde. 1965 wurde er Assistant Professor am Massachusetts Institute of Technology und war ab 1966 an der University of Colorado. 1967 wurde er Sloan Research Fellow. 1969 wurde er Professor für Chemie an der Columbia University, ab 1975 als Higgins Professor of Natural Science. Ab 1977 war er Professor an der Stanford University, wo er 2005 der Chemie Fakultät vorstand. 2006 wurde er dort Howard Hughes Medical Institute Professor (HHMI) und Marguerite Blake Wilbur Professor.
Er ist bekannt durch seine Forschung an Laser-Chemie, die zu besserem Verständnis chemischer Reaktionen auf molekularer Ebene führte und Laser-Kontrolle von Reaktionen ermöglicht. Zare ist Autor eines Buches über Drehimpulse in der Quantenmechanik und auch Ko-Autor einer Veröffentlichung über die umstrittene Hypothese von Leben auf dem Mars aus der Analyse des Meteoriten ALH 84001.
Zare ist Mitglied der Royal Society of London (1999), der National Academy of Sciences, der American Academy of Arts and Sciences (jeweils 1976), der American Philosophical Society (1991), der Schwedischen Akademie der Ingenieurwissenschaften, der chinesischen Akademie der Wissenschaften sowie Fellow der American Association for the Advancement of Science (1985). Er ist Preisträger unter anderem des Fresenius-Preises (1974), der Michael Polanyi Medaille (1979), der National Medal of Science (1983), des Welch Award in Chemistry (1999), des Wolf-Preises in Chemie (2005), des BBVA Foundation Frontiers of Knowledge Award (2009), der Priestley-Medaille (2010) und des König-Faisal-Preises (2011). 2012 erhielt er die Torbern Bergman-Medaille der Schwedischen Chemischen Gesellschaft. 2023 wurde er mit einer Benjamin Franklin Medal (Franklin Institute) ausgezeichnet.
Er ist Autor und Ko-Autor von über 800 Veröffentlichungen, hält 50 Patente und ist zehnfacher Ehrendoktor (2010).

## Veröffentlichungen (Auswahl)
- Angular momentum - understanding spatial aspects in chemistry and physics, Wiley 1988
- Laser experiments for beginners, Sausolito, University Science Books 1995
- Hadamard Transform Time-of-Flight Mass Spectrometry: More Signal, More of the Time, F. M. Fernández, J. R. Kimmel, and R. N. Zare, Angewandte Chemie,42, 30-35 (2003).
- Chemical Cytometry on a Picoliter-Scale Integrated Microfluidic Chip, H. Wu, A. R. Wheeler and R. N. Zare, Proc. Nat. Acad. Sci. (USA) 101, 12809-12813 (2004).
- Laser Control of Chemical Reactions, R. N. Zare, Science, 279, 1875–1879 (1998).
- Anatomy of Elementary Chemical Reactions, A. J. Alexander and R. N. Zare, J. Chem. Ed., 75, 1105–1118 (1998).
- Observation and Interpretation of a Time-Delayed Mechanism in the Hydrogen Exchange Reaction, S. C. Althorpe, F. Fernández-Alonso, B. D. Bean, J. D. Ayers, A. E. Pomerantz, R. N. Zare, and E. Wrede, Nature 416, 67–70 (2002).